# AFC Wimbledon
AFC Wimbledon er en professionel fodboldklub baseret i det sydvestlige London, nærmere betegnet i bydelen Wimbledon, England. Klubben spiller i League One, hvilket er den tredjebedste række i det engelske fodboldligasystem, efter klubben rykkede ned i 2022. Klubben har hjemmebane på Plough Lane, som er beliggende i bydelen Wimbledon i London. Samtidig ligger Plough Lane stadionet meget tæt på det tidligere stadion med samme navn, Plough Lane.
Klubben blev grundlagt af Wimbledon F.C.'s fans i maj 2002 som en direkte reaktion på beslutningen fra en uafhængig kommission udpeget af det engelske fodboldforbund (FA), der tillod Wimbledon FC at flytte klubben 90 km til byen Milton Keynes i Buckinghamshire. Størstedelen af Wimbledon FC fansene var meget imod beslutningen om at flytte klubben så langt væk fra Wimbledon, da de følte at en klubflytning til Milton Keynes ikke længere ville repræsentere Wimbledon FC’s arv og traditioner. Fansene gjorde oprør mod den foreslåede flytning af klubben, og anså den officielle sanktionering som døden for deres klub. 
Wimbledon FC flyttede fysisk i 2003, og skiftede derefter navn til Milton Keynes Dons i 2004. 
AFC Wimbledon blev grundlagt i maj 2002 bare to dage efter FA tillod at flytte Wimbledon FC til Milton Keynes, og anses som en efterfølger eller ”Fugl Fønix”-version af det originale hold, og grundlæggelsen var en direkte trodsreaktion fra fansene, der ikke længere kunne identificere sig med klubben, som de følte sig frarøvet. 
AFC Wimbledon trådte i 2002 ind i Combined Counties League, hvilket er den niendebedste række i det engelske fodboldligasystem. I sin korte historie har klubben været ekstrem succesfuld, og har dermed sikret sig oprykning hele 6 gange, hvor klubben altså gik fra den niendebedste række til den fjerdebedste (Football League 2) på bare 9 år. Klubben spiller nu igen i League One.

AFC Wimbledon holder rekorden for den længste stime af ubesejrede kampe i engelsk seniorfodbold, da klubben i perioden mellem februar 2003 og december 2004 spillede 78 ligakampe i træk uden at tabe. Klubben er også den første klub, der er formet i det 21. århundrede til at rykke op i The English Football League. 